# Chaetomium
Chaetomium Sacc., è un genere di funghi Ascomiceti. Comprende più di 90 specie; alcune di esse, come Chaetomium globosum, provocano carie del legno, altre, come Chaetomium atrobrunneum, provocano infezioni negli esseri umani.

## Specie principali
- Chaetomium atrobrunneum
- Chaetomium carinthiacum
- Chaetomium cupreum
- Chaetomium elatum
- Chaetomium funicola
- Chaetomium globosum
- Chaetomium grande
- Chaetomium interruptum
- Chaetomium iranianum
- Chaetomium megalocarpum
- Chaetomium rectangulare
- Chaetomium strumarium
- Chaetomium truncatulum
- Chaetomium olivaceum
- Chaetomium undulatulum